# 克劳迪奥·塔法雷尔
（1966年5月8日—），巴西足球运动员，乃著名的守門員，現已退役。巴西足球傳奇守門員之一，是巴西奪得1994年世界盃冠軍的功臣之一。目前是巴西國家隊及利物浦守門員教練。

## 生平
泰法路乃巴西足球界著名的守門員之一。他代表巴西國家隊出賽1994年世界杯，該屆巴西贏得了冠軍。四年後他再一次代表國家隊出賽1998年世界杯，於四強對荷蘭時要互射十二碼分勝負，結果泰法路救出了兩個十二碼，只是晉級決賽後不敵當屆世界杯冠軍法國，僅得亞軍。
雖然贏得過世界杯冠軍，泰法路之前並非主要效力具實力的頂級球會，只有巴西國內的國際體育會例外。1998年世界杯後他遠赴土耳其效力當地班霸加拉塔沙雷，結果他協助該支土耳其班霸贏得歐洲足協杯。

## 榮譽
- 世界杯冠軍：1994
- 歐洲足協杯冠軍：2000

1. ↑  . Parma F.C.   [19 August 2022]. （原始内容存档于7 February 2003）.